# 小行星2139
小行星2139（2139 Makharadze）是一颗围绕太阳公转的小行星。1970年6月30日，塔瑪拉·斯米爾諾娃在克里米亚发现了此天体。
該小行星以喬治亞的城市奧祖爾蓋蒂命名。
这颗小行星的绝对星等为66.52928等。